# Antonow A-9
Antonow A-9 (ros. Антонов А-9) – radziecki szybowiec wyczynowy zbudowany w biurze konstrukcyjnym Antonowa.

## Historia
Biuro konstrukcyjne Antonowa, na podstawie szybowca Rot Front-7, opracowało konstrukcję oznaczoną jako A-9. W nowym szybowcu, dla poprawy aerodynamiki, zrezygnowano z płozy podkadłubowej. A-9 lądował na odpowiednio ukształtowanej i wzmocnionej dolnej części kadłuba. Budowę prototypu zakończono w Nowosybirsku w 1948 r., po oblocie uruchomiono produkcję seryjną. W jej wyniku zbudowano 27 egzemplarzy szybowca. W sierpniu 1950 r. szybowiec został wykorzystany podczas pierwszych powojennych mistrzostw szybowcowych zorganizowanych w ZSRR. Na szybowcu ustanowiono kilka rekordów świata. 23 czerwca 1951 r. pilotka Pylajewa wykonała przelot docelowo-powrotny na odległość 226,216 km. 24 czerwca pilot Miednikow na trasie trójkąta o obwodzie 100 km uzyskał prędkość 77,141 km/h. 20 lipca szybowniczka Samosadowa wykonała przelot docelowy na odległość 364,035 km. 
W toku prac rozwojowych opracowano wersję A-9 bis, w której zastosowano dwudzielne skrzydło. Prototyp tej wersji oblatano w 1955 r.
W 1954 r. A-9 wzięły udział w Międzynarodowych Zawodach Szybowcowych rozgrywanych w Lesznie. Jeden z egzemplarzy użytkowanych przez radzieckich zawodników został poważnie uszkodzony podczas przygodnego lądowania. Po naprawie, przeprowadzonej w Szybowcowym Zakładzie Doświadczalnym, został zarejestrowany w Polsce ze znakami SP-1597. W 1956 r. został wystawiony do startu w III Szybowcowych Mistrzostwach Polski. 5 maja 1957 Sławomir Makaruk na tym szybowcu wykonał przelot otwarty na dystansie 678,5 km, czym wypełnił ostatni warunek do diamentowej odznaki szybowcowej. Wkrótce potem został rozbity podczas lotu treningowego.

## Konstrukcja
Antonow A-9 był jednomiejscowym szybowcem wyczynowym w układzie górnopłatu o konstrukcji drewnianej. Kadłub o konstrukcji podłużnicowej, opartej na 23 wręgach. Kabina pilota osłonięta wiatrochronem i zdejmowaną osłoną. Fotel z regulacją położenia, pilot zajmował pozycję siedzącą. Skutkowało to dużym przekrojem poprzecznym kadłuba. Statecznik pionowy był ostatnią sekcją kadłuba. Usterzenie poziome wolnonośne, dwudzielne. Skrzydło jednodźwigarowe, trójdzielne z centropłatem zamocowanym na stałe do kadłuba. Kryte sklejką do dźwigara a dalej płótnem, wyposażone w lotki o pokryciu płóciennym. Hamulce aerodynamiczne typu DFS zamontowane na górnej i dolnej powierzchni płata. Podwozie stanowiła wzmocniona dolna krawędź kadłuba, do startu stosowano odrzucany dwukołowy wózek.